# 傅小云
傅小云（1972年9月—），男，苗族，湖南麻阳人，中华人民共和国政治人物。现任遵义医科大学附属医院重症医学一科主任，主任医师。第十四届全国政协委员。